# La Paz
La Paz (in quechua e in aymara Chuqiyapu), il cui nome completo è Nuestra Señora de La Paz (letteralmente Nostra Signora della Pace), è sede del governo della Bolivia e dei poteri legislativo ed esecutivo, mentre la sede del potere giudiziario e capitale formale dello Stato boliviano è Sucre. Situata nella provincia di Pedro Domingo Murillo (dipartimento di La Paz), con 840 206 abitanti si può considerare la metropoli più alta del mondo.
La città si trova in una valle circondata da alte montagne. Crescendo, La Paz si è espansa sulle colline, con conseguente variazione delle altezze cittadine da 3 200 a 4100 m s.l.m. Nel panorama cittadino svetta imponente la cima tripla perennemente innevata dell'Illimani (6462 m), che può essere visto da molte parti della città, così come dalla vicina città di El Alto sede dell'aeroporto internazionale più alto del mondo. Secondo il censimento del 2008, la città aveva una popolazione di 877 363 abitanti.
L'area metropolitana di La Paz, di cui fanno parte anche El Alto, dove è situato l'aeroporto internazionale e Viacha, è l'area urbana più popolosa della Bolivia, superando, con 2,3 milioni di abitanti, l'area metropolitana di Santa Cruz de la Sierra.

## Geografia fisica

### Territorio
La Paz si trova ad un'altitudine media di circa 3 600 metri sul livello del mare ed è universalmente nota come la capitale più alta del mondo. In realtà, tale appellativo non è corretto, perché secondo la costituzione della Bolivia l'unica capitale è Sucre, mentre La Paz è solo sede del governo.
Assieme alla città satellite di El Alto (circa 4 000 metri sul livello del mare, con circa 700 000 abitanti) La Paz costituisce il nucleo abitativo più popolato della Bolivia.
La città di La Paz si trova nella valle del fiume Choqueyapu, che la attraversa da nord a sud e nel quale terminano altri piccoli fiumi che nascono ad alta quota. Nel suo percorso attraverso la città il fiume è fortemente contaminato da vari rifiuti, soprattutto industriali, per cui sulle sue rive l'odore non è particolarmente gradevole.
Il centro della città è circondato dai barrios, che sono stati costruiti sulle colline periferiche dando alla città un aspetto di imbuto. La maggior parte di questi quartieri si formarono per le migrazioni interne che si verificarono tra la fine degli anni sessanta e i primi anni settanta, negli ultimi anni della dittatura boliviana, quando molte persone emigrarono dalle campagne alle città in cerca di un futuro migliore, creando le periferie attorno a La Paz e alle altre città del paese. Oggi molti di questi quartieri sono inclusi nel programma "Barrios de Verdad", istituito dal governo municipale per migliorare le condizioni fisiche e la qualità della vita dei suoi abitanti. La Paz è una città multiculturale nella quale coesistono le culture Aymara, quechua e i meticci, e in parte minore altre di diverse parti del mondo.

### Clima
Il clima è quello tipico dell'alta montagna di latitudine intertropicale con inverni secchi e freddi (ma temperature notevolmente più miti di quelle che si potrebbe pensare in virtù dell'insolazione molto intensa e costante durante gli anni e della lontananza della metropoli dall'oceano) con nevicate occasionali, e straordinariamente possono avvenire gelate notturne. Le temperature comunque scendono al massimo pochi gradi sotto lo zero. Le estati sono solitamente fresche e più umide, con massime attorno ai 22-23 gradi e minime che si attestano sui 6 gradi. La temperatura media massima annuale è attorno ai 14 gradi, anche grazie all'isola di calore che nella zona centrale della città la può alzare di alcuni gradi rispetto ai territori circostanti ad altitudini pressoché identiche. I venti sono per lo più moderati ma talvolta possono diventare anche intensi, e sono presenti soprattutto in inverno. Le precipitazioni medie annuali sono attorno ai 600 mm. Le piogge tendenzialmente si concentrano in maniera stagionale durante l'estate australe (da novembre a marzo).
| La Paz                             | Mesi | Mesi | Mesi | Mesi | Mesi | Mesi | Mesi | Mesi | Mesi | Mesi | Mesi | Mesi | Stagioni | Stagioni | Stagioni | Stagioni | Anno |
| La Paz                             | Gen  | Feb  | Mar  | Apr  | Mag  | Giu  | Lug  | Ago  | Set  | Ott  | Nov  | Dic  | Est      | Aut      | Inv      | Pri      | Anno |
| ---------------------------------- | ---- | ---- | ---- | ---- | ---- | ---- | ---- | ---- | ---- | ---- | ---- | ---- | -------- | -------- | -------- | -------- | ---- |
| T. max. media (°C)                 | 22   | 21   | 22   | 20   | 20   | 19   | 17   | 18   | 23   | 23   | 25   | 23   | 22       | 20,7     | 18       | 23,7     | 21,1 |
| T. media (°C)                      | 14   | 13,5 | 14,0 | 12,0 | 11,5 | 10,0 | 8,5  | 10,0 | 13,0 | 13,5 | 15,5 | 14,5 | 14,0     | 12,5     | 9,5      | 14,0     | 12,5 |
| T. min. media (°C)                 | 6    | 6    | 6    | 4    | 3    | 1    | 0    | 2    | 3    | 4    | 6    | 6    | 6        | 4,3      | 1        | 4,3      | 3,9  |
| Precipitazioni (mm)                | 114  | 107  | 66   | 33   | 13   | 8    | 10   | 13   | 28   | 41   | 48   | 94   | 315      | 112      | 31       | 117      | 575  |
| Giorni di pioggia                  | 21   | 18   | 16   | 9    | 5    | 2    | 2    | 4    | 9    | 9    | 11   | 18   | 57       | 30       | 8        | 29       | 124  |
| Eliofania assoluta (ore al giorno) | 6    | 5    | 5    | 6    | 8    | 9    | 9    | 8    | 7    | 6    | 6    | 6    | 5,7      | 6,3      | 8,7      | 6,3      | 6,8  |

## Storia

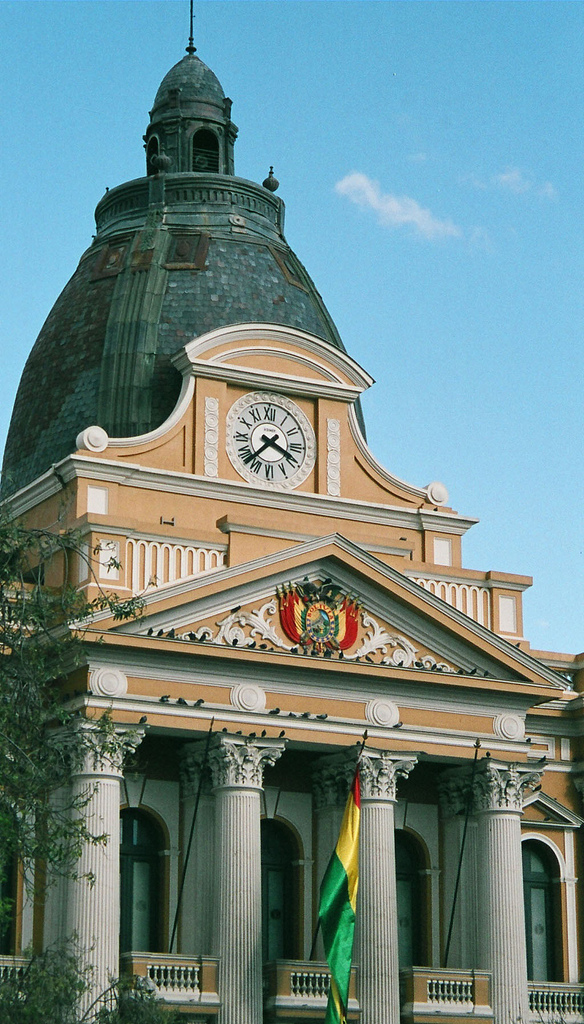
Dettaglio del Palazzo Legislativo

Fu fondata dal capitano Alonso de Mendoza il 20 ottobre del 1548, dove sorge ora il villaggio di Laja. Dopo poco, a causa del vento gelido che batteva la zona, venne trasferita nel suo luogo attuale, ovvero dove sorgeva il villaggio di Chiquiago, abitato da minatori aymara, nella valle del Chuquiago Marka (o Río Choqueyapu).
Il suo nome completo è Nuestra Señora de La Paz e commemora la pace dopo la guerra civile che seguì l'insurrezione di Gonzalo Pizarro, fratello del conquistador Francisco Pizarro, contro Blasco Núñez de Vela, primo Viceré del Perù. Si sviluppò come centro politico ed economico. La sua importanza era dovuta anche alla sua posizione strategica: congiungeva l'Alto Perù, dove era situata, al Basso Perù; inoltre era sulla strada percorsa per trasportare l'argento delle miniere di Potosí al porto di Lima; era anche sita all'imbocco della Via degli Yungas utilizzata per l'approvvigionamento di prodotti agricoli e di foglie di coca.
Nel 1825, la città divenne il luogo della decisiva vittoria dei patrioti Boliviani nella battaglia di Ayacucho sull'esercito spagnolo. Cambiò quindi nome con La Paz de Ayacucho. Nel 1898, La Paz divenne la sede del Governo Nazionale, lasciando alla città di Sucre il potere giudiziario e il nominale appellativo di capitale costituzionale che conserva a tutt'oggi. Questo trasferimento di poteri riflesse il cambiamento dell'economia boliviana, lasciando che la miniera del Cerro Rico di Potosí si estinguesse e si aprisse il passo allo sfruttamento dello stagno nei pressi della città di Oruro.
Nel XX secolo l'aumento della popolazione portò ad un incremento dello sviluppo urbano. In particolare, a partire dagli anni settanta, l'esplosione dell'edilizia ha trasformato la fisionomia della città trasformando chiese, conventi e anche edifici di età precolombiana in moderni palazzi e grattacieli.

## Monumenti e luoghi d'interesse
Si adagia sulla fenditura (hoyada) del Rìo Choqueyapu, sotto la città di El Alto che costituisce la parte superiore di questo gigantesco imbuto naturale.
La via principale di La Paz percorre la valle del Rìo Choqueyapu per gran parte interrato. Questa lunga strada man mano che scende cambia più volte nome: Avenida Ismael Montes, Avenida Mariscal Santa Cruz, Avenida 16 de Julio (chiamata anche El Prado) e Avenida Villazon.
La parte più ricca della città è la parte più bassa, mentre la parte più popolare e povera è quella che confina con El Alto, fino a superare i 4000 m sul livello del mare.
L'orizzonte è dominato da meravigliose montagne, tra le quali spiccano le cime dell'Illimani (6439 m), chiamato dagli indigeni Abuelo de poncho blanco (nonno dal poncho bianco).
La Paz non è famosa per opere d'arte di particolare rilievo, ma è una città piena di vita. Particolari punti di aggregazione sono i numerosi mercati. Dal punto di vista storico e artistico sono presenti musei ed edifici coloniali.

### Centro

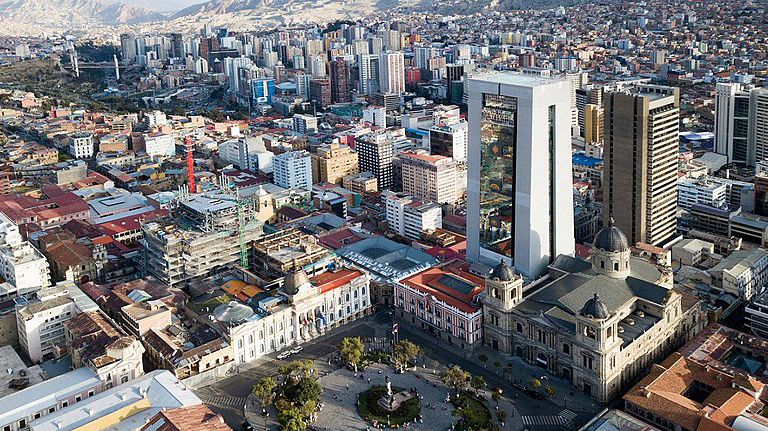
Veduta aerea della zona di Plaza Murillo con la Cattedrale, il vecchio Palazzo Legislativo e la Casa Grande del Pueblo.

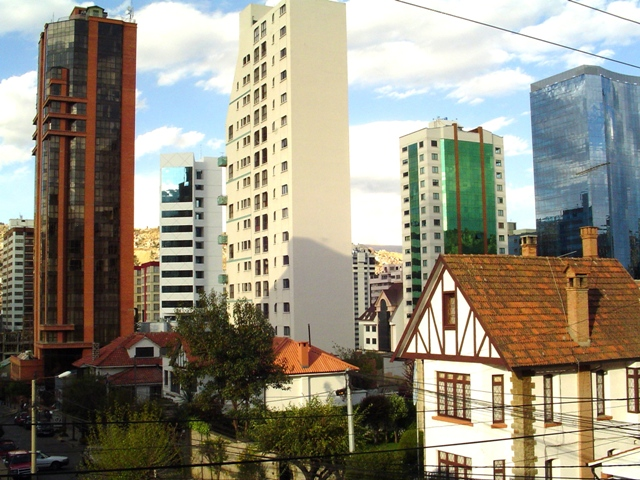
Scorcio del distretto di San Jorge.

Il centro della città si trova a quota 3600 m. All'incirca si tratta della zona che si estende a sud di Calle Sucre fino ad arrivare all'altezza di Plaza del Estudiante, che costituisce il tratto più a sud di El Prado. Molti edifici storici presenti particolarmente in questa zona della città sono stati distrutti. Tuttavia rimangono ancora numerose tracce architettoniche di quel periodo. Probabilmente la parte coloniale meglio conservata è quella dei dintorni di Calle Jaén. Il Palazzo Legislativo e il Palazzo Presidenziale si affacciano su Plaza Murillo, dove è sita anche la Cattedrale.
Procedendo ancora verso sud, incontriamo la Zona Sopocachi, che negli anni settanta era considerata la parte elegante della città. Ora è la parte commerciale di La Paz ed è dominata da alcuni alti edifici e grattacieli. Nei pressi di questa zona, non lontani dal centro, troviamo quella grande area verde in espansione e ristrutturazione dal 2004, chiamata Parque Urbano Central. Quest'ultima comprende il Parque Laikakota e il Kusillo, museo per bambini collegato al parco precedente con teleferica e pista ciclabile.

#### Zona sur

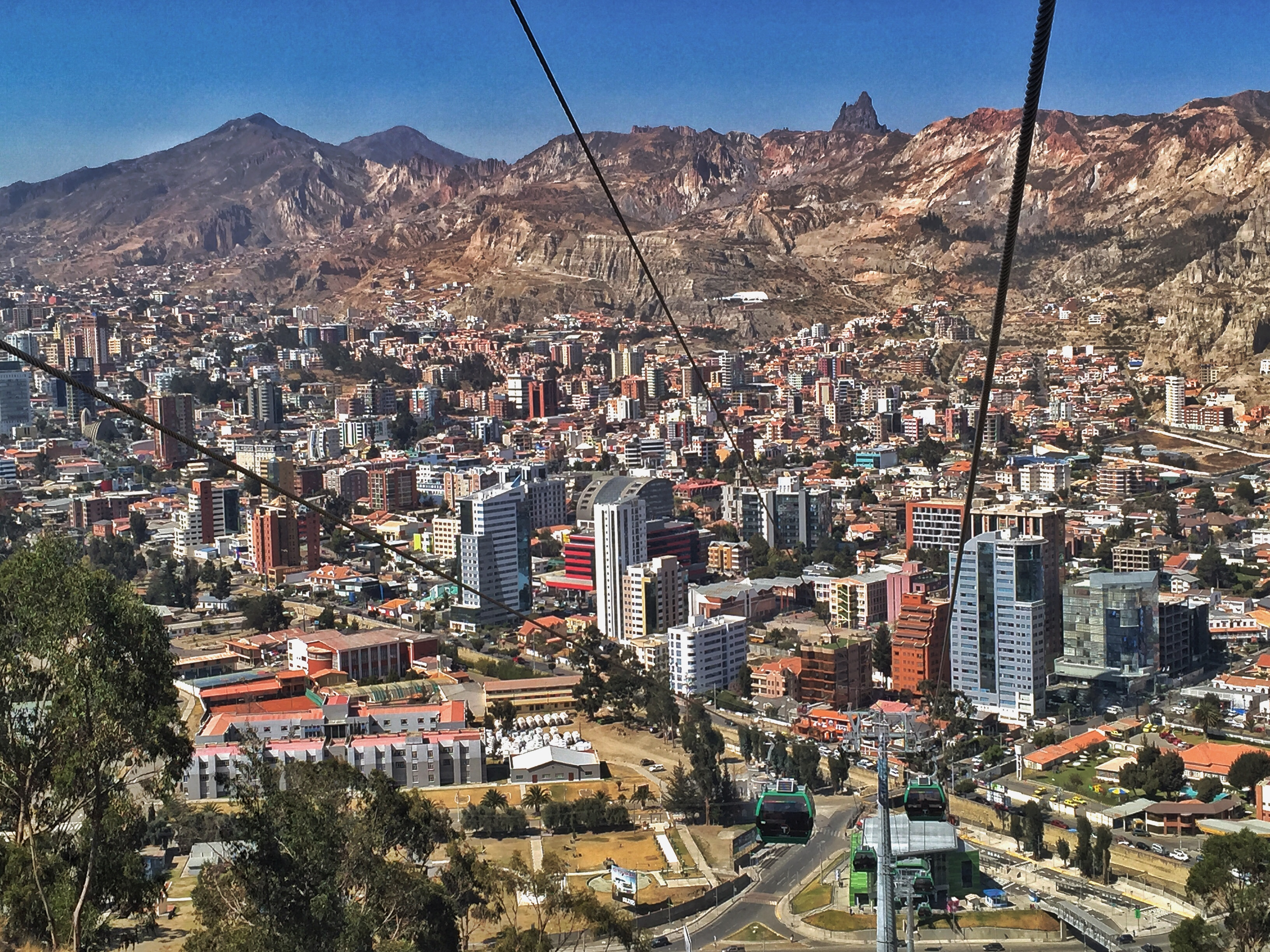
Veduta della zona sud di La Paz.

La parte sud (sur in spagnolo) della città si trova a circa 500 m più in basso del centro. È costituita dai quartieri residenziali più ricchi ed esclusivi (tra i quali Obrajes, Calacoto, La Florida, San Miguel, Cotacota, Achumani). Questa zona è molto diversa dal resto della città, sia per la differenza della classe sociale di appartenenza dei suoi abitanti, prevalentemente alta, che per il tipo di costruzioni. L'area è infatti costituita in gran parte da palazzine, villette e anche eleganti ville di grandi dimensioni. L'area commerciale più elegante della città è sita in questa zona, precisamente in Calle 21 tra San Miguel e Calacoto. In questa zona si estendono anche alcuni parchi e aree verdi piuttosto grandi, ad esempio il Parque de La Florida, sito nell'omonimo quartiere e l'area nei pressi dello zoo, poco distante dalla Valle de la Luna. Il 14 luglio 2006 è stata, inoltre, inaugurata la Costanerita, una nuova via di comunicazione sita a Obrajes, circondata da aree verdi e comprendente un parco per bambini.

#### Zona norte

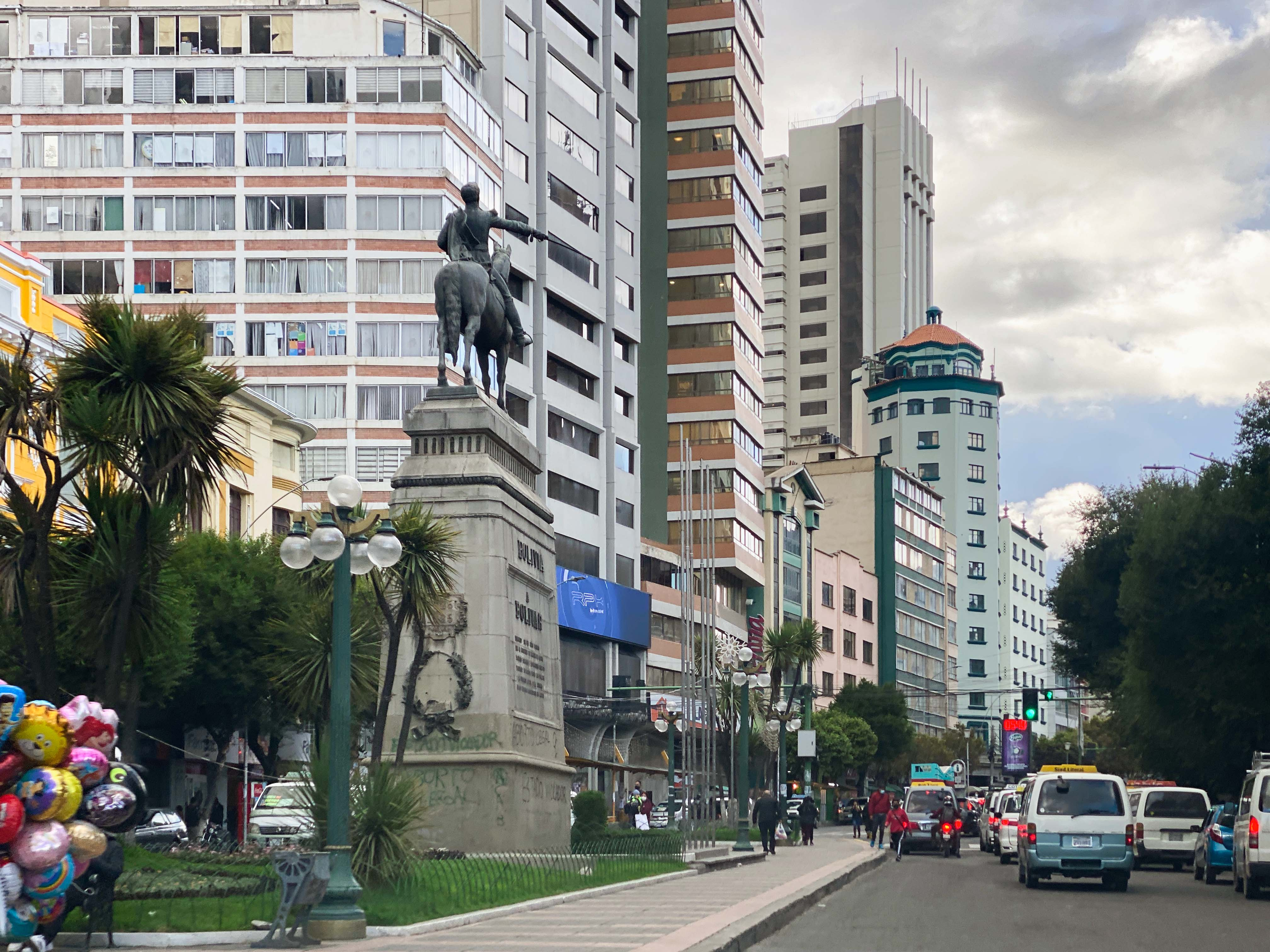
Scorcio del Paseo del Prado.

La parte nord (norte) della città degrada dalla vicina El Alto verso il centro della città. È costituita dai barríos più poveri. Ciononostante è sita in una posizione estremamente strategica: assieme all'autopista (autostrada), costituisce l'unico collegamento stradale con l'aeroporto internazionale, la ferrovia e la strada principale che collega la capitale de facto con le altre principali città della Bolivia. Storicamente, ma anche ai giorni nostri, quando gli abitanti della zona (principalmente di etnia aymara) decidono di indire una protesta (come è stato nel 2003 e nel 2005), chiudono l'accesso alla zona norte e all'autostrada per El Alto e paralizzano di fatto la città, impedendo anche ai ricchi abitanti dei sobborghi a sud di muoversi e di approvvigionarsi. A partire dal 2003, le zone di periferia in passato più degradate, sono state oggetto di un lavoro di pavimentazione del manto stradale diminuendo i tempi per raggiungere il centro storico e iniziando a riqualificare l'area.

## Economia
A La Paz ha sede la Bolivian Stock Exchange, il mercato borsistico dello stato andino.

### Mercati

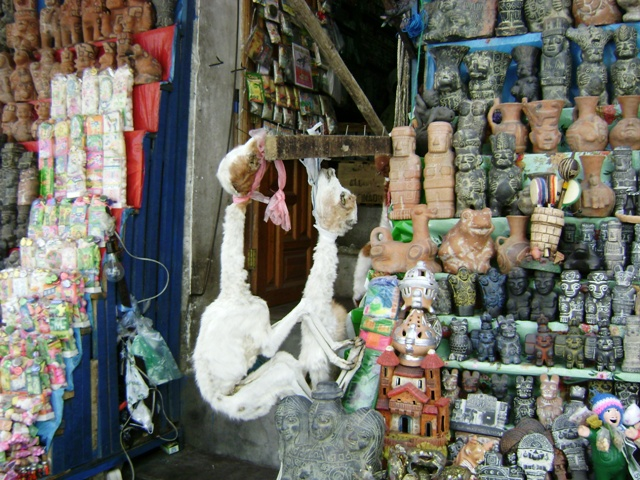
Feti di lama in vendita al Mercado de las Brujas.

- Mercado de las Brujas (mercato delle streghe) - vengono venduti amuleti, rimedi popolari e offerte per il culto della Pachamama (madre terra)
- Mercado de las Flores (mercato dei fiori) - nei pressi del cimitero
- Mercado Lanza - il più grande mercato alimentare di La Paz
- Mercado negro (mercato nero) - grande mercato nel quale vengono offerte anche merci di contrabbando

### Architetture civili
- Palazzo Presidenziale, noto come Palacio Quemado (Palazzo Bruciato) in seguito ad un rogo appiccato durante un'insurrezione nel 1875 si affaccia sulla centrale plaza Murillo ed è l'ex residenza ufficiale del Presidente della Bolivia.
- Grande casa del popolo, residenza ufficiale del Presidente della Bolivia.

### Architetture religiose

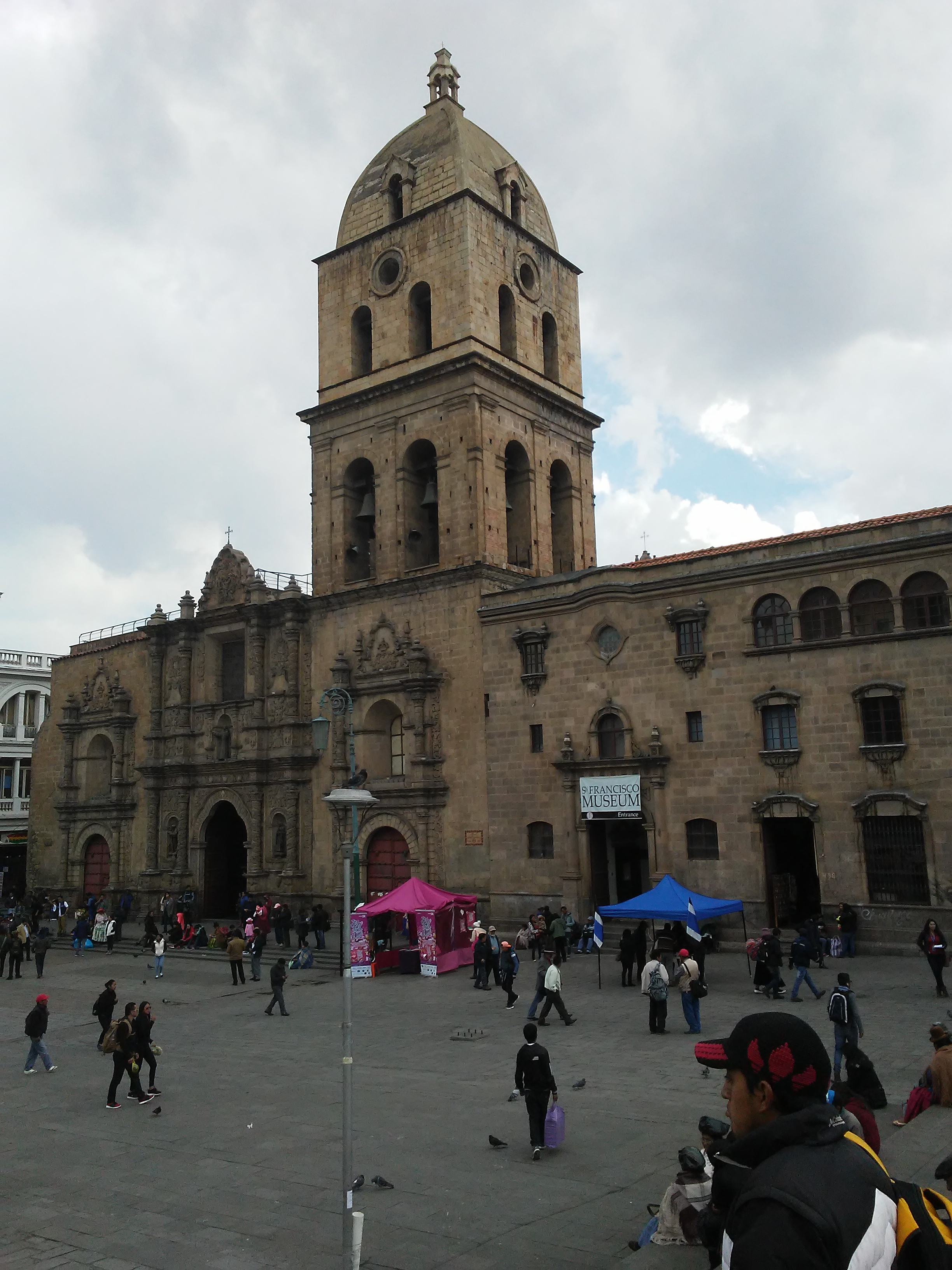
La Basilica minore di San Francesco.

- Cattedrale di Nostra Signora della Pace, costruita nel 1825 sul pendio di una collina. Nelle vetrate istoriate alle spalle dell'altare sono rappresentati alcuni politici boliviani benedetti da creature celesti.
- Basilica di San Francesco, fondata nel 1548, fu ricostruita nel XVIII secolo interamente in pietra. Concepita secondo i canoni del barocco andino, presenta una facciata finemente decorata.
- Chiesa del Carmine
- Chiesa della Mercede
- Chiesa di San Pietro, seconda chiesa più antica della città, fu ricostruita in stile barocco e neoclassico dopo essere stata distrutta durante una rivolta di Túpac Catari del 1790.
- Chiesa di San Sebastiano
- Chiesa di San Domenico

## Cultura

### Istruzione

#### Musei

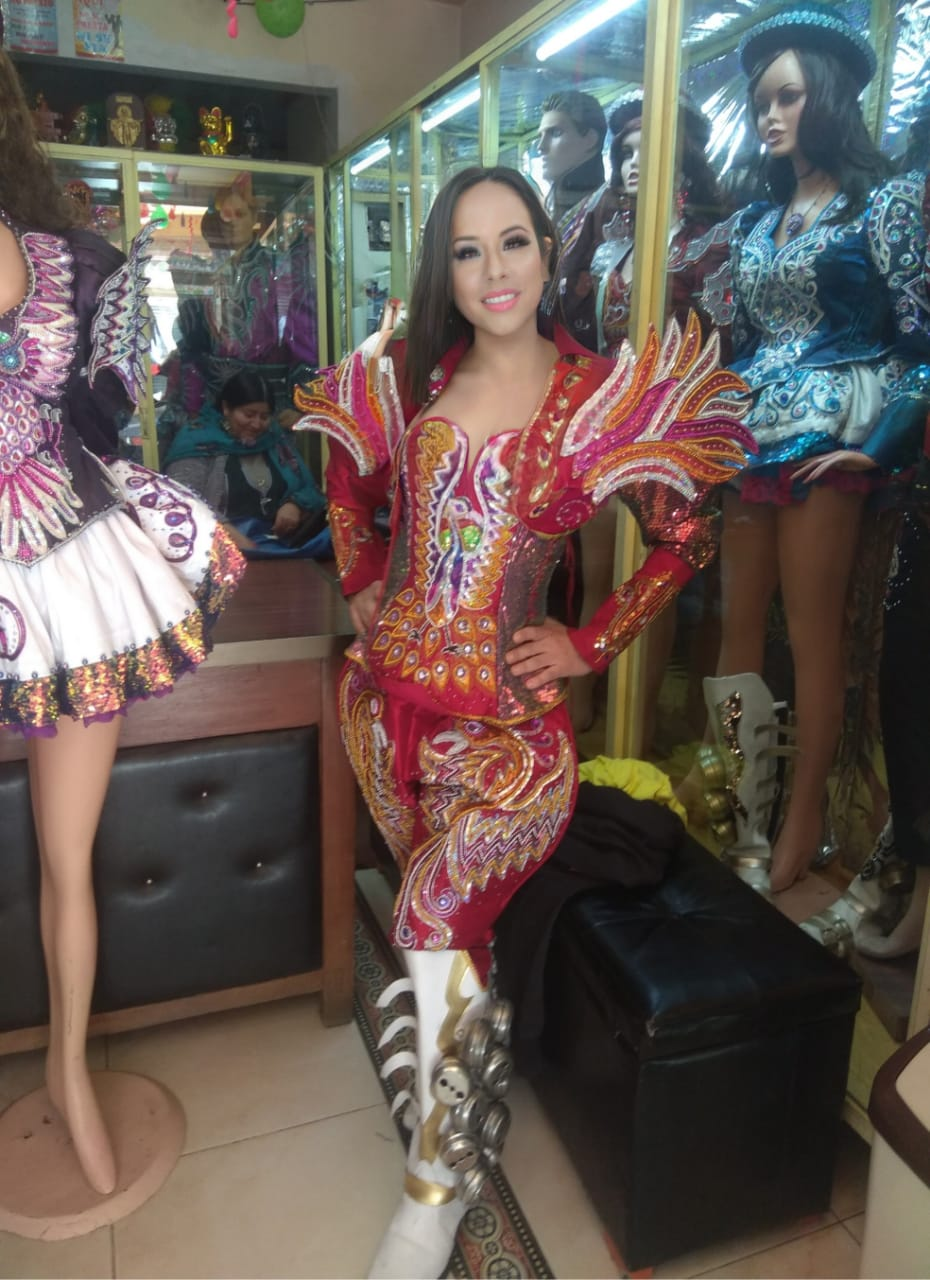
Donna che indossa un abito di Baron Caporal

- Donna che indossa un abito di Baron CaporalMuseo Archeologico  - manufatti in particolar modo relativi alla civiltà preincaica dei Tiwanaku
- Museo della Coca  Archiviato il 24 settembre 2005 in Internet Archive. - mostra gli utilizzi tradizionali della foglia di coca
- Museo degli Strumenti Musicali
- Museo del Litoral - cimeli e documenti della guerra del Pacifico nella quale, nel 1884, la Bolivia perse l'accesso al mare a favore del Cile
- Museo Nazionale di Etnografia e Folklore, situato in un edificio di epoca coloniale, ospita tra le altre cose maschere e tessuti tradizionali.
- Museo Nazionale d'Arte, ospitato all'interno di un edificio della seconda metà del XVIII secolo in stile barocco-andino, ospita numerose opere d'arte in particolare a tema religioso.
- Casa Museo Nuñez del Prado  - casa della scultrice boliviana Marina Nuñez del Prado, ora trasformato in museo
- Museo dei Metalli Preziosi' - notevoli manufatti preziosi a partire dall'epoca precolombiana
- Museo della Rivoluzione - espone documenti, fotografie e dipinti della rivoluzione boliviana (1952).
- Museo San Francisco, adiacente alla Basilica di San Francesco, ospita dipinti e manufatti storici.
- Museo dei Tessuti Andini Boliviani, dedicato ai tradizionali tessuti boliviani.
- Museo Tambo Quirquincho
- Galleria d'Arte Salar, dedicata all'arte contemporanea boliviana
- Fondazione Solón, situato all'interno della casa dell'artista Walter Solón Romero.
- Museo Costumista Juan de Vargas
- Museo di Murillo, situato nella casa di Pedro Domingo Murillo
- Museo Elsa Paredes de Salazar, ospita una collezione di oltre ottocento bambole provenienti da tutto il mondo.

#### Università
La città è sede di numerose università. C'è per esempio l'Universidad Mayor de San Andrés. Aperta nel 1830, è la più antica della Bolivia dopo l'Università di San Francisco Xavier di Sucre.
| Creazione | Università                               | Università | Università | Ranking Mondiale 2012 (CSIC Webometrics) | Ranking America Latina 2012 (CSIC Webometrics) | Produzione accademica (Ranking Scimago Lab) | Ranking Nazionale | Logo | Web       |
| 1830      | Universidad Mayor de San Andrés          | UMSA       | Estatal    | 2 266                                    | 182                                            | -                                           | 2                 |      | UMSA      |
| 1994      | Universidad Católica Boliviana San Pablo | UCB        | Privada    | 3 449                                    | 308                                            | -                                           | 3                 |      | UCB       |
| -         | Universidad Central de Bolivia           | UNICEN     | Privada    | 4 919                                    | 489                                            | -                                           | 5                 |      | UNICEN    |
| -         | Universidad Privada del Valle            | UPV        | Privada    | 7 686                                    | 757                                            | -                                           | 8                 |      | UPV       |
| -         | UP Boliviana                             | UPB        | Privada    | 8 206                                    | 822                                            | -                                           | 9                 |      | UPB       |
| 1950      | Escuela Militar de Ingeniería            | EMI        | Estatal    | 10 670                                   | 1 103                                          | -                                           | 13                |      | EMI       |
| -         | Universidad de Aquino Bolivia            | UDABOL     | Privada    | 11 246                                   | 1 170                                          | -                                           | 15                |      | UDABOL    |
| -         | Universidad Salesiana de Bolivia         |            | Privada    | 11 280                                   | 1 174                                          | -                                           | 16                |      | Salesiana |
| -         | Universidad Nur Bolivia                  |            | Privada    | 12 461                                   | 1 333                                          | -                                           | 18                |      | NUR       |
| -         | Universidad Loyola                       |            | Privada    | 13 398                                   | 1 499                                          | -                                           | 20                |      | Loyola    |
| -         | Universidad Andina Simón Bolívar Bolivia | UASB       | Estatal    | 13 418                                   | 1 506                                          | -                                           | 21                |      | UASB      |

## Geografia antropica

### Quartieri e distretti
| Distretti di La Paz |             |             |            |        |       |
|                     |             |             |            |        |       |
| #                   | Distretto   | Popolazione | Area (km²) | Tipo   | Mappe |
| 1                   | Mallasa     | 5 082       | 32,68      | Urbano |       |
| 2                   | Zona Sur    | 127 228     | 64,15      | Urbano |       |
| 3                   | San Antonio | 115 659     | 22,59      | Urbano |       |
| 4                   | Periférica  | 159 123     | 26,05      | Urbano |       |
| 5                   | Max Paredes | 164 566     | 13,31      | Urbano |       |
| 6                   | Centro      | 64 272      | 5,22       | Urbano |       |
| 7                   | Cotahuma    | 153 655     | 16,10      | Urbano |       |
| 23                  | Zongo       |             |            | Rurale |       |
| 22                  | Hampaturi   |             |            | Rurale |       |

| Quartieri | Quartieri   | Quartieri | Quartieri | Quartieri                          |
| #         | Distretto   | Mappa     | Quartieri | Strade principale                  |
| --------- | ----------- | --------- | --- | ---------------------------------- |
| 1         | Mallasa     |           | Amor de Dios • Mallasa • Muela del Diablo • Mallasilla • Jupapina                                                                   | Carretera principal Rio abajo      |
| 2         | Zona Sur    |           | Obrajes • Bella Vista • Bolonia • Irpavi • Calacoto • Cota Cota • Achumani • Ovejuyo • Koani • La Florida • Seguencoma • San Miguel | Avenida Ballivián                  |
| 3         | San Antonio |           | San Antonio • Villa Copacabana • Pampahasi • Valle Hermoso • Kupini • Villa Armonía • Callapa, •San Isidro                          | Avenida cd del niño                |
| 4         | Periférica  |           | Achachicala • Chuquiaguillo • Villa Fátima • Vino Tinto •5 Dedos • Santiago de Lacaya • Rosasani                                    | Avenida Grl Juan Jose Torres       |
| 5         | Max Paredes |           | Munaypata • La Portada • El Tejar • Gran Poder • Obispo Indaburu • Chamoco Chico • Munaypata • Pura Pura • Ciudadela Ferroviaria    | Avenida Naciones Unidas            |
| 6         | Zona Centro |           | Casco Urbano Central • San Jorge • Miraflores • Barrio Gráfico • San Sebastián • Santa Bárbara • Parque Urbano Central              | Avenida Arce • Avenida 16 de Julio |
| 7         | Cotahuma    |           | Sopocachi • Alto Sopocachi • Pasankeri • Tembladerani • Alpacoma • Belén • Tacagua • San Pedro • Bajo Llojeta                       | Avenida Buenos Aires               |

## Sport

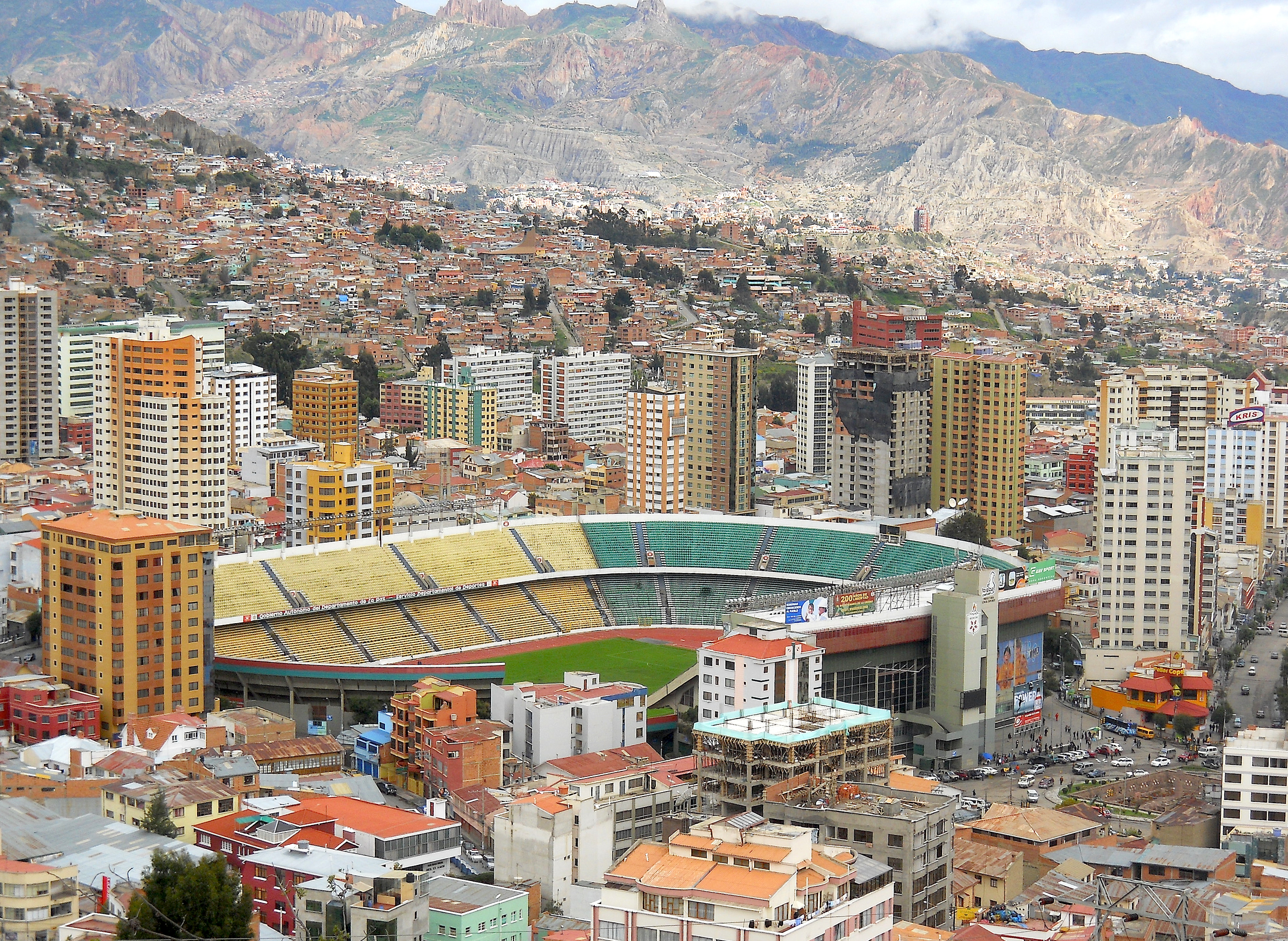
Vista dello stadio Hernando Siles.

Le principali società calcistiche di La Paz sono il The Strongest, che disputa le sue partite interne presso lo stadio Rafael Mendoza Castellón, ed il Bolívar, che gioca le sue partite presso lo stadio Libertador Simón Bolívar. In occasione delle partite di cartello le due squadre giocano presso lo stadio Hernando Siles, il principale impianto sportivo della città e sede degli incontri interni della Nazionale di calcio della Bolivia.

## Infrastrutture e trasporti
La città è attraversata dalla strada 3, una strada nazionale che attraversa i dipartimenti di La Paz e Beni e termina a Trinidad.
La città è servita da un sistema di dieci linee di teleferiche nota come Mi Teleférico. Nel maggio 2014 è stata inaugurata la prima linea che collega La Paz con la vicina El Alto.

### Aeroporti
La città è servita dall'Aeroporto Internazionale di El Alto, situato a 15 km ad ovest.

## Amministrazione

### Gemellaggi
- Mérida
- Santa Ana de Coro
- San Paolo, dal 1999
- Arica
- Calama
- Bonn, dal 1996
- Cusco, dal 1984
- Pachuca de Soto
- Saragozza, dal 2008
- Madrid